# أولمبياد

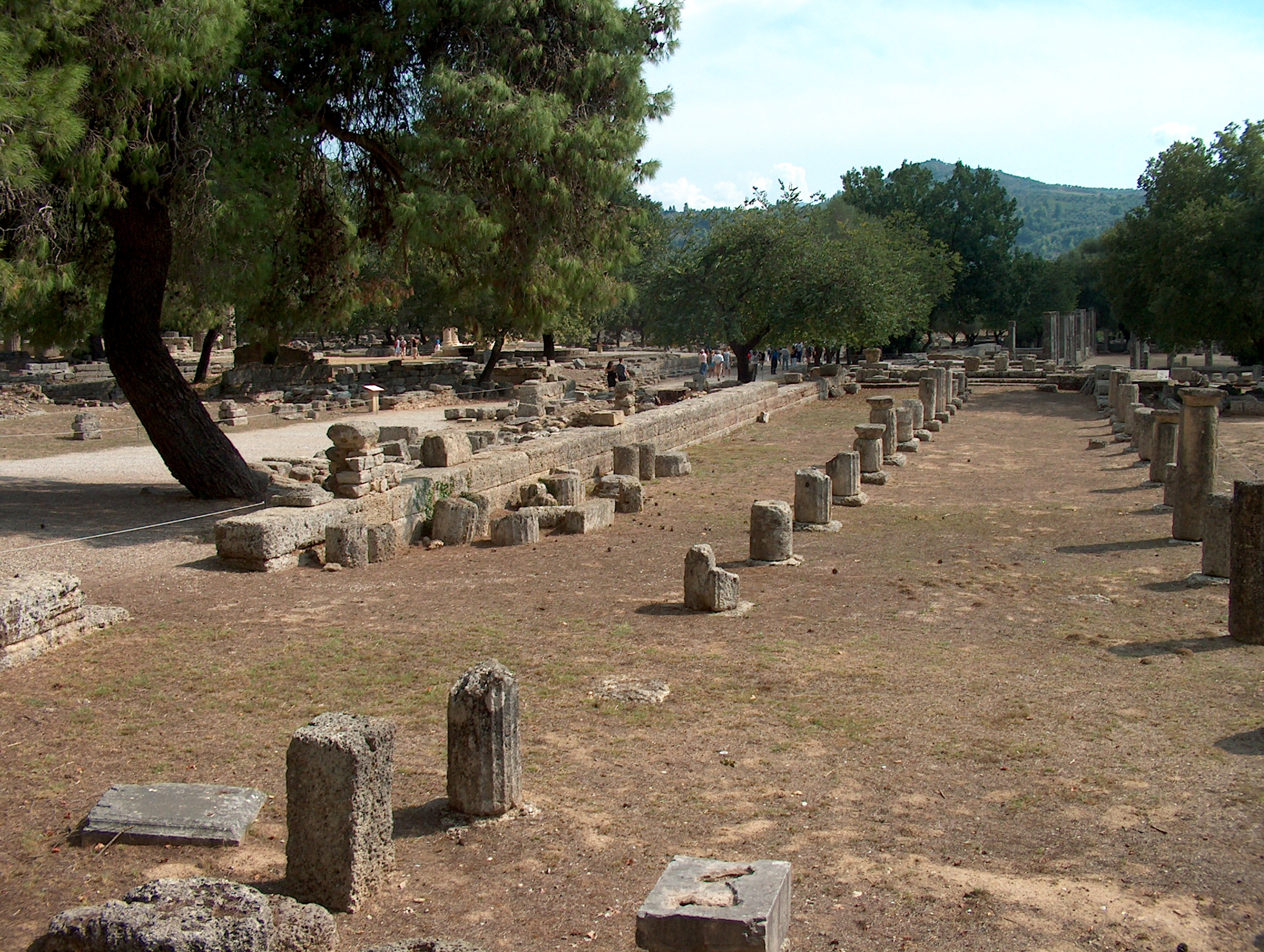
موقع أثري بالقرب من أولمبيا.

الأولمبياد (باليونانية: Ὀλυμπιάδ)‏ هي تسمية يونانية قديمة لفترة زمنية مدتها أربع سنوات، تقام فيها سلسلة من المنافسات في اليونان القديمة، إذ كان يطلق على الفترة الزمنية بين دورتين من تلك الألعاب اسم أولمبياد.
يستخدم هذا التعبير الزمني في الألعاب الأولمبية الحديثة، إذ تسمى بالألمبياد، والتي تبدأ من بداية السنة الميلادية في 1 كانون الثاني/يناير والتي ستقام فيها الألعاب الأولمبية الصيفية باسم أولمبياد. فعلى سبيل المثال، وفق التاريخ الحديث، كان أول أولمبياد بين سنتي 1896 و 1900؛ بالتالي فسنة 2016 تمثل الأولمبياد الحادي والثلاثين.

## اقرأ أيضاً
- دورة الألعاب الأولمبية
- الألعاب الأولمبية القديمة